# Sette minuti in Paradiso
Sette minuti in Paradiso (Seven Minutes in Heaven) è un film del 1985 diretto da Linda Feferman.

## Trama
Natalie acconsente ad ospitare Jeffrey Moran, un amico d'infanzia che ha dei problemi con il suo patrigno, Jeremy, mentre il padre è in viaggio. Da quel momento cominciano ad aumentare i problemi nella vita del teenager. La sua migliore amica Polly che cerca di sfuggire con Zoo Knudson, un giocatore di baseball professionista, è molto invadente e non esita a trarre conclusioni affrettate sulla situazione in cui si trova l'amico.